# 納比治足球會
納比治足球會，常稱「油工足球會」，是一支位於土庫曼斯坦巴爾坎納巴德的職業足球會，目前於土庫曼斯坦足球聯賽角逐。 球隊曾在2010–2018年使用巴爾幹（Balkan Balkanabat）為隊名。隊名中Nebitçi在土庫曼斯坦語中意為「油工」(石油工人)。
巴爾幹為2012年土庫曼斯坦足球聯賽冠軍，並有資格加2013年5月舉行的2013年亞足聯主席盃，於小組賽被編為C組，小組賽於2013年5月6日至5月10日在柬埔寨金邊舉行，巴爾幹三戰全勝，進入最終輪，最終輪在尼泊爾舉辦，被編為A組，巴爾坎足球會兩戰全勝晉級決賽，最後在決賽以 1–0 擊敗巴基斯坦的KRL FC得到冠軍。

## 榮譽
土庫曼斯坦足球聯賽 (4)2004, 2010, 2011, 2012
土庫曼斯坦盃 (4)2003, 2004, 2010, 2012
土庫曼斯坦超級盃 (3)2006, 2011, 2012
亞足聯主席盃 (1)2013年亞足聯主席盃

## 外部連結
- FC Balkan Match Centre （页面存档备份，存于）
- FC Balkan （页面存档备份，存于） in futbol24 （页面存档备份，存于）
- FC Balkan Squad List 2013 （页面存档备份，存于）